# Camponotus velox
Camponotus velox är en myrart som först beskrevs av Jerdon 1851.  Camponotus velox ingår i släktet hästmyror, och familjen myror. Inga underarter finns listade.